# Ruth B.
Ruth Berhe — (родилась 2 июля 1995 года, более известная под псевдонимом Рут Б) — канадская певица и автор песен из Эдмонтона, штат Альберта. Она начала петь песни на Vine в начале 2013 года. В ноябре 2015 года она выпустила свой дебютный EP The Intro. 5 мая 2017 года она выпустила свой первый альбом Safe Haven. Её сингл «Lost Boy» собрал более 300 миллионов потоков только на Spotify, по состоянию на июнь 2018 года её канал на YouTube получил в общей сложности 138 миллионов просмотров.

## Молодость и образование
Ruth B — родилась и выросла в Эдмонтоне, Альберта. Она провела несколько юношеских лет, работая в местном магазине одежды Reitmans, и описала себя в интервью The Canadian Press как «интроверт». Работая неполный рабочий день, она начала баловаться размещением видео на Vine. Она говорит, что выбрала шестисекундный видеосервис, потому что для загрузки коротких клипов потребовалось меньше усилий по сравнению с другими популярными сервисами, такими как YouTube.
Ruth B окончила среднюю школу Росса Шеппарда в 2013 году. Она училась в университете МакЭван, но отвлеклась от учёбы, чтобы сосредоточиться на музыке.

## Карьера
9 мая 2013 года опубликовала свой первый клип на Vine. Её поющие Vines заметили Лейблы звукозаписи и она подписала контракт с Columbia Records в июле 2015 года.
На конкурсе Juno Awards 2017 Ruth B была номинирована на премию Juno Fan Choice Award, как автор песен года, и стала победителем в номинации «Лучший артист года». Позже она исполнила свой сингл «Lost Boy».
В следующем году на церемонии вручения наград Juno в 2018 году она была номинирована на три премии, включая «Артиста года», «Альбом года» и «Поп-альбом года».

## Награды и номинации
| Year | Award                               | Category                                     | Work                                                                              | Result    |
| ---- | ----------------------------------- | -------------------------------------------- | --------------------------------------------------------------------------------- | --------- |
| 2016 | Shorty Awards                       | Best Vine Musician                           | Herself                                                                           | Номинация |
| 2016 | iHeartRadio Much Music Video Awards | Fan Fave Vine Musician                       | Herself                                                                           | Номинация |
| 2016 | Teen Choice Awards                  | Next Big Thing                               | Herself                                                                           | Номинация |
| 2016 | BET Awards                          | BET FANdemonium Award                        | Herself                                                                           | Номинация |
| 2017 | Juno Awards of 2017\|Juno Awards    | Juno Fan Choice Award                        | Herself                                                                           | Номинация |
| 2017 | Juno Awards of 2017\|Juno Awards    | Breakthrough Artist of the Year              | Herself                                                                           | Победа    |
| 2017 | Juno Awards of 2017\|Juno Awards    | Songwriter of the Year                       | Lost Boy" •"Superficial Love" •"The Intro (Ruth B EP)#Track listing\|2 Poor Kids" | Номинация |
| 2017 | Canadian Radio Music Awards         | Best New Group or Solo Artist: Hot AC        | "Lost Boy (Ruth B song)\|Lost Boy"                                                | Победа    |
| 2017 | Canadian Radio Music Awards         | Best New Group or Solo Artist: Mainstream AC | "Lost Boy (Ruth B song)\|Lost Boy"                                                | Номинация |
| 2017 | Canadian Radio Music Awards         | Best New Group or Solo Artist: CHR           | "Lost Boy (Ruth B song)\|Lost Boy"                                                | Победа    |
| 2017 | Western Canadian Music Awards       | Pop Artist of the Year                       | Herself                                                                           | Номинация |
| 2018 | Juno Awards of 2018\|Juno Awards    | Artist of the Year                           | Herself                                                                           | Номинация |
| 2018 | Juno Awards of 2018\|Juno Awards    | Album of the Year                            | Safe Haven (Ruth B. album)\|Safe Haven                                            | Номинация |
| 2018 | Juno Awards of 2018\|Juno Awards    | Pop Album of the Year                        | Safe Haven (Ruth B. album)\|Safe Haven                                            | Номинация |